# Janusz Kondrat
Janusz Kondrat, né le 3 juin 1954 à Środa Śląska, est un escrimeur polonais

## Biographie
Dans les années 1980, il émigre en France. Son fils Romain pratique également l'escrime et est actuellement maître d'armes à Ecully.

## Palmarès

### Championnats du monde
- 1979 à Melbourne 
  -  Médaille de bronze en Sabre par équipe

### Maître d'armes
- Masque de Fer Lyon[1]. (de 1982 à 1989)
- Escrime Écully (depuis 1989)